# 황승혁
황승혁(1992년 8월 1일 ~ )은 대한민국의 전직 스타크래프트 II 프로게이머이다. 종족은 프로토스이며, 아이디는 HwangSin이다.
IM(현 LG-IM)와 MVP에서 활동하다가 2011년 미국 프로게임단 It's Gosu에 입단했다.
이후 It's Gosu가 퀀틱 게이밍과 합병되며 퀀틱 게이밍 소속으로 활동했다.
2013년 11월 은퇴했다.

## 주요 기록
- 2012년 MLG 2012 Fall Season Championship 8강
- 2013년 MLG 2013 Spring Season Championship 48강
- 2013년 2013 WCS 아메리카 시즌 1 챌린저리그 40강
- 2013년 2013 WCS 아메리카 시즌 2 프리미어리그 32강
- 2013년 2013 WCS 아메리카 시즌 2 챌린저리그 16강
- 2013년 2013 WCS 아메리카 시즌 3 프리미어리그 32강
- 2013년 2013 WCS 아메리카 시즌 3 챌린저리그 40강